# 사쿠라카지츠/Sakura모노가타리
〈사쿠라 과실/Sakura 이야기〉(일본어: さくら果実/Sakura物語 사쿠라카지쓰/사쿠라모노가타리[*], 사쿠라카지츠/사쿠라모노가타리)는 LinQ의 3번째 싱글이다.

## 수록곡
1. 사쿠라 과실
  - 작사: H(eichi), 작곡·편곡: SHiNTA
  - Qty 멤버만 부르는 곡. 2011년 4월 17일 데뷔 공연부터 보였던 곡의 하나.
2. Sakura 이야기
  - 작사: H(eichi), 작곡·편곡: SHiNTA
  - Lady 멤버만 부르는 곡. “사쿠라 과실”의 프레이즈도 포함해서 새롭게 제작된 곡.
3. 사쿠라 과실 (inst)
4. Sakura 이야기 (inst)

## 참고
- CD Journal 연재 “난바 카즈미 presents 여주인공들의 노래. (아이돌 송의 주연 인물을 직격!)” (제2회) H(eichi) & SHiNTA
- TOWER RECORDS bounce 연재 “LinQ에 Q개의 Question!” (제1회) LinQ란 뭐예요?